# تیم مورفی
تیم مورفی (به انگلیسی: Tim Murphy) نمایندهٔ حوزه انتخابیه هجدهم پنسیلوانیا از حزب جمهوری‌خواه ایالات متحده آمریکا در مجلس نمایندگان ایالات متحده آمریکا است که برای نخستین‌بار در ۲۲ ژانویه ۲۰۰۳ میلادی به‌عضویت این مجلس درآمد.

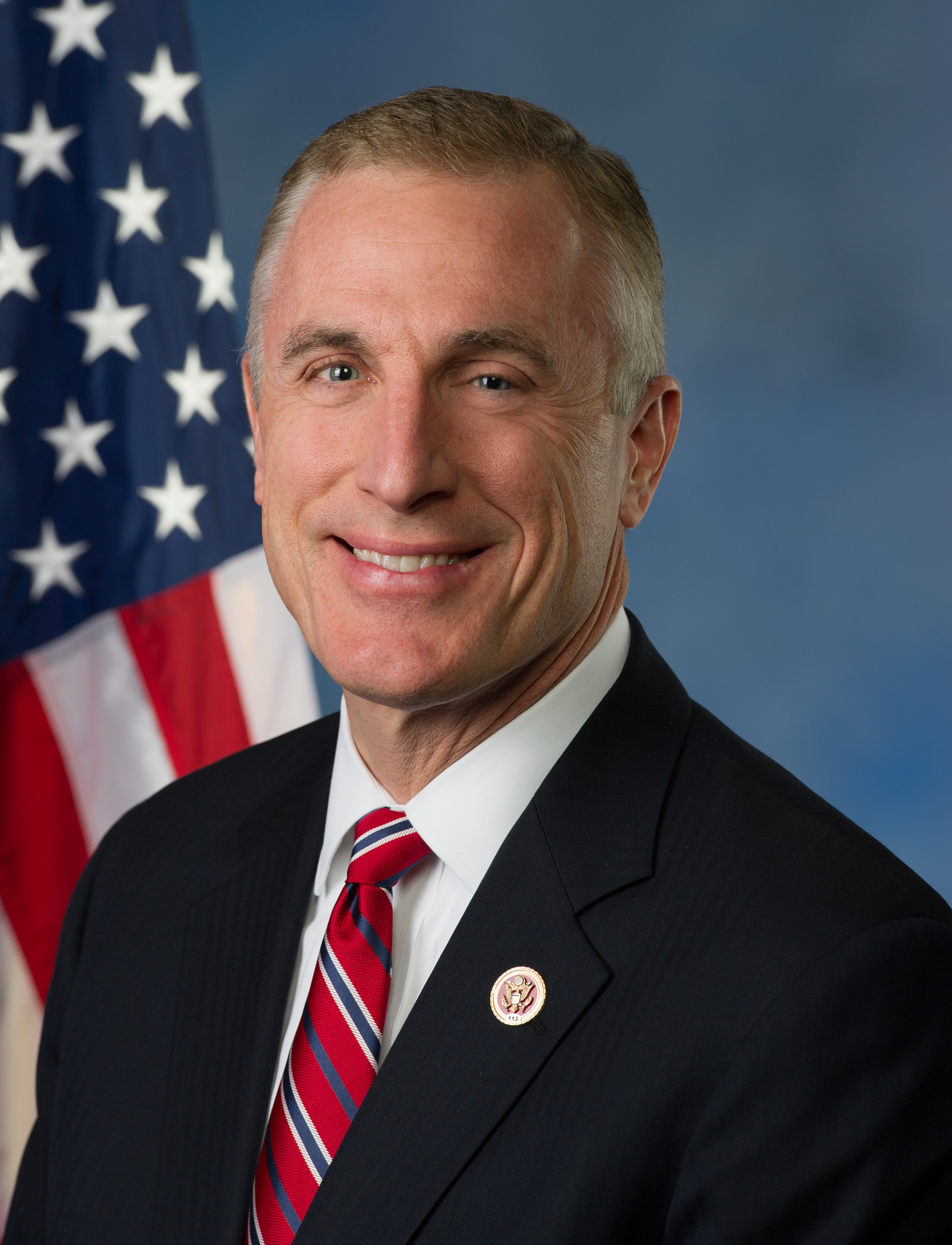